# Condado de Columbia (Flórida)
O condado de Columbia (em inglês:  Columbia County) é um dos 67 condados do estado americano da Flórida. A sede e cidade mais populosa do condado é Lake City. Foi fundado em 4 de fevereiro de 1832.

## Geografia
De acordo com o United States Census Bureau, o condado possui uma área de 2 075 km², dos quais 2 066 km² estão cobertos por terra e 10 km² por água. Localiza-se na região centro-norte do estado.

## Demografia
Segundo o censo nacional de 2010, o condado possui uma população de 67 531 habitantes e uma densidade populacional de 33 hab/km². Possui 28 636 residências, que resulta em uma densidade de 14 residências/km².
Das duas localidades incorporadas no condado, Lake City é a mais populosa e a mais densamente povoada, com 12 046 habitantes e densidade populacional de 386,9 hab/km². Fort White é a menos populosa, com 567 habitantes, ainda que de 2000 para 2010, a sua população tenha crescido 39%. Apenas uma localidade possui população superior a 10 mil habitantes.